# 左京未知子
左京 未知子（さきょう みちこ、1937年1月7日 - ）は、日本の女優、歌手である。日活に入社し、1956年（昭和31年）7月に郷 絢子（ごう あやこ）の名で映画に出演、翌8月に左京 路子（さきょう みちこ）に改称、これを公式には映画デビューとする。新東宝に移籍、グラマー女優として活躍するが、同社倒産後の1961年（昭和36年）に表記を改称、テレビ映画を中心に出演する。1963年（昭和38年）には黎明期の独立系成人映画に出演し始め、1970年（昭和45年）には実演に転じ、1973年（昭和48年）には引退した。本名は合満 綾子（ごうみつ あやこ）。

## 人物・来歴

### 日活・新東宝の時代

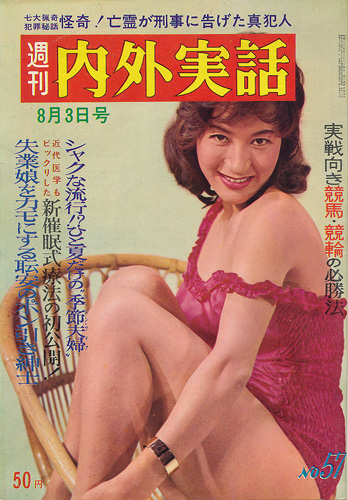
『週刊内外実話』8月3日号表紙（1962年8月3日発行）の左京路子（満25歳）。

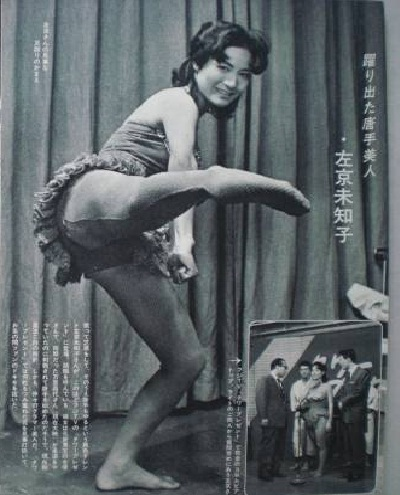
『週刊実話読物』2月4日号記事（1963年2月4日発行）の左京未知子（満26歳）。

1937年（昭和12年）1月7日、京都市左京区に生まれる。
日活に入社し、郷 絢子の名で、1956年（昭和31年）7月12日に公開された鈴木清太郎（現在の鈴木清順）の監督作『悪魔の街』に「京子」役で出演したのが、もっとも早い時期の出演記録である。翌月の同年8月28日に公開された小杉勇の監督・主演作『暁の逃亡』での二役出演をもって、左京 路子に改称、現役当時のプロフィールや『日本映画俳優全集・女優編』等では、これを公式の映画デビューとしていた。満19歳であった。翌1957年（昭和32年）には1学年下にあたる筑波久子がデビューしており、入れ替わるように新東宝に移籍した。同社では、新東宝の初代社長であった佐生正三郎が設立した日米映画が、日本テレビ放送網と提携して製作した中篇映画『殺人と拳銃』や『野獣群』（監督浅野辰雄）、『強奪された拳銃』（監督木元健太）に重要な役で出演し、『脱衣室の殺人』（監督沢賢介）では主演した。東宝系列の東京映画製作の映画にも借り出され、1959年（昭和34年）1月15日に公開された『グラマ島の誘惑』（監督川島雄三）に出演している。空手二段の段位を持つといい、同年6月6日に公開された『暴力娘』（監督曲谷守平）では、主役の万里昌代の特技である柔道を相手に格闘対決を演じた。テレビ映画にも出演を始めており、フジテレビジョンの『ミステリー午後十時』という一話完結シリーズのうち、1960年（昭和35年）1月10日に放映された第9回『美しき仮面』では、大空真弓とともに出演し、主演している。同年末、新東宝の社長であった大蔵貢が退陣、1961年（昭和36年）1月21日に公開されたオムニバス『恋愛ズバリ講座』の第一話『吝嗇』（監督三輪彰）に出演したのを最後に左京 未知子と改称した。同年1月7日放映の『東芝土曜劇場』第93回『駄目なのよ御免あそばせ』では、すでに新表記でクレジットされている。新東宝は同年8月31日に事実上倒産した。

### 成人映画の時代
倒産後の左京は、「左京未知子とトロピカル・リズム・エアーズ」を結成、東京・有楽町の日劇ミュージックホールや銀座のクラブに生出演する歌手としての実演活動や、東映テレビプロダクションが製作する『特別機動捜査隊』、『JNR公安36号』といった連続テレビ映画に女優としてゲスト出演する等の活動を行っていた。テレビ映画への出演は1962年（昭和37年）いっぱいで終わりにし、満26歳になる翌1963年（昭和38年）1月に公開された『不貞母娘』の主演に起用され、黎明期の成人映画の世界に踏み出した。同作は黒澤明のプロデューサーであった本木荘二郎が高木丈夫の名で監督した作品であり、いわゆる「ピンク映画第1号」と呼ばれる『肉体の市場』（監督小林悟、製作協立映画、配給大蔵映画）が公開された前年1962年2月27日から1年未満であり、本木が手がけた最初の成人映画であり監督デビュー作である『肉体自由貿易』が公開された1962年11月からはわずか2か月後、本木にとっても3作目の監督作であった。『日本映画発達史』の田中純一郎は、同書のなかで黎明期の成人映画界のおもな出演者として、扇町京子、橘桂子、城山路子（光岡早苗と同一人物）、内田高子、香取環、新高恵子、松井康子、西朱実、朝日陽子、火鳥こずえ、華村明子、森美沙、湯川美沙、光岡早苗、路加奈子、有川二郎、里見孝二、川部修詩、佐伯秀男の名を挙げているが、左京の名は挙げられていない。しかしながら左京は、同様に黎明期のおもな脚本家・監督として挙げた人物のうち、宮口圭監督の『挑まれた女』（1964年8月11日公開）、浅野辰雄監督の『濡れた牝馬』（1965年3月公開）、藤田潤一監督の『艶説四谷怪談』（1965年5月公開）、渡辺護監督の『あばずれ』（1965年6月公開）といった、彼らの監督デビュー作ないしは成人映画第一作にいずれも主演した女優である。
1967年（昭和42年）12月19日に公開された『穴』（監督沢賢介）を最後に、劇団を結成して全国巡業の実演活動を開始する。1970年（昭和45年）には、内田高子、路加奈子につづいてローヤルレコード（代表・安田英治）と契約し、シングルおよびアルバムを発表した。日活がロマンポルノを開始した1970年（昭和45年）11月、それに引き続いて同年12月1日に日活が製作・配給して公開された白川和子主演作『恋狂い』（監督加藤彰）に「劉夫人」役で登場している。その後、日活の『薔薇のためいき』（監督西村昭五郎、1972年3月29日公開）、独立系の『スキャンダル夫人』（監督武智鉄二、1973年2月28日公開）に出演した以降は、劇場用映画、テレビ映画ともに出演歴が見当たらず、引退した。満36歳であった。以降の消息は知られておらず、存命であれば2014年（平成26年）には満77歳である。

### 再評価
2009年（平成21年）3月14日 - 同年5月15日にラピュタ阿佐ヶ谷で行なわれた「60年代まぼろしの官能女優たち」の特集上映で、『禁じられた乳房』（監督小川欽也、4月4日 - 同10日）が16mmフィルム版上映用プリントで上映された。2012年（平成24年）9月2日 - 同3日、神戸映画資料館で行われた「時代を作った活動屋たちと発掘フィルム」特集上映でも、同作が小川自身の所蔵する16mmフィルム版で上映されている。『続悪徳医 女医篇』（監督福田晴一）は、米国で上映用プリントが発掘され、2008年（平成20年）7月29日にSynapse Films が『マダム・オー』（英語: Madame O）の題でDVD発売した。

## フィルモグラフィ
クレジットはすべて「出演」である。東京国立近代美術館フィルムセンター（NFC）等の所蔵・現存状況についても記す。

### 左京路子
特筆以外はすべて「左京路子」名義である。
- 『悪魔の街』 : 監督鈴木清太郎、主演河津清三郎、製作・配給日活、1956年7月12日公開 - 「郷絢子」名義で出演・「京子」役、82分の上映用プリントをNFCが所蔵[5]
- 『暁の逃亡』 : 監督・主演小杉勇、製作・配給日活、1956年8月28日公開 - 出演・「沢村ユキ・北林和代」役
- 『フランキー・ブーチャンのあゝ軍艦旗』 : 監督春原政久、主演フランキー堺・市川俊幸、製作・配給日活、1957年1月15日公開 - 出演、72分の上映用プリントをNFCが所蔵[5]
- 『ジャズ娘誕生』 : 監督春原政久、主演江利チエミ、製作・配給日活、1957年4月3日公開（映倫番号 10054） - 出演・「朱美」役
- 『反逆者』 : 監督古川卓巳、主演水島道太郎、製作・配給日活、1957年5月28日公開（映倫番号 10168） - 出演・「ムーンライトの女給C」役
- 『殺人と拳銃』 : 製作・監督浅野辰雄、主演近藤宏・岸旗江、製作日米映画・日本テレビ放送網、配給新東宝、1958年2月9日放映（テレビ映画）・15日公開（中篇映画・映倫番号 20274） - 出演・「白石美紀」役
- 『野獣群』 : 製作・監督浅野辰雄、音楽吉野達弥、主演殿山泰司、製作日米映画・日本テレビ放送網、配給新東宝、1958年4月6日放映（テレビ映画）・12日公開（中篇映画・映倫番号 20303） - 出演・「直美（ダンサー）」役
- 『強奪された拳銃』 : 監督木元健太、主演国方伝、製作日米映画・日本テレビ放送網、配給新東宝、1958年8月17日公開（中篇映画・映倫番号 10750） - 出演・「ミキ子」役
- 『脱線三銃士』 : 監督千葉胤文、主演由利徹、製作日本テレビ映画社、配給新東宝、1958年9月7日公開（映倫番号 20450） - 出演・「泉マリ」役
- 『ヌードモデル殺人事件』 : 監督赤坂長義、主演明智十三郎、製作富士映画、配給新東宝、1958年11月1日公開（成人映画・映倫番号 10843） - 出演・「照子」役
- 『脱衣室の殺人』 : 監督沢賢介、共演大塚周夫・山田康雄、製作日米映画・日本テレビ放送網、配給新東宝、1958年11月22日公開（中篇映画・映倫番号 10871） - 主演・「信子」役
- 『グラマ島の誘惑』 : 監督川島雄三、主演森繁久彌、製作東京映画、配給東宝、1959年1月15日公開（映倫番号 10950） - 出演・「矢田もよの（慰安婦）」役、105分の上映用プリントをNFCが所蔵[5]
- 『ワンマン今昔物語』 : 監督近江俊郎、主演由利徹、製作富士映画、配給新東宝、1959年3月20日公開（映倫番号 11101） - 出演・「芸者」役
- 『暴力娘』 : 監督曲谷守平、主演万里昌代、製作富士映画、配給新東宝、1959年6月6日公開（映倫番号 11120） - 出演・「御園竜子」役
- 『僕んち物語』 : 監督不明、脚本小沢不二夫・宮本京二、主演二本柳寛・高杉早苗、製作フジテレビジョン、1959年4月6日 - 同年12月28日放映（連続テレビ映画） - 第27話ゲスト出演
- 『女奴隷船』 : 監督小野田嘉幹、主演菅原文太、製作・配給新東宝、1960年1月3日公開（映倫番号 11593） - 出演・「お豊」役
- 『ミステリー午後十時』第9回『美しき仮面』 : 監督不明、脚本三田透、共演大空真弓、製作フジテレビジョン、1960年1月10日放映（テレビ映画） - 主演
- 『0線の女狼群』 : 監督三輪彰、主演小畠絹子、製作・配給新東宝、1960年1月13日公開（成人映画・映倫番号 不明） - 出演・「里那」役
- 『三人の女強盗』 : 監督小林悟、主演万里昌代、製作富士映画、配給新東宝、1960年3月26日公開（映倫番号 11820） - 出演・「お竜」役
- 『殺されるのは御免だ』 : 監督原功、主演梅若正二・三ツ矢歌子、製作さくらプロダクション、配給新東宝、1960年4月23日公開（映倫番号 11805） - 出演・「あけみ」役
- 『女獣』 : 監督曲谷守平、主演小畠絹子、製作・配給新東宝、1960年8月19日公開（映倫番号 11810） - 出演・「竜子」役
- 『恋愛ズバリ講座 第一話 吝嗇』（けちんぼ） : 監督三輪彰、主演天知茂・小畑絹子、製作・配給新東宝、1961年1月21日公開（映倫番号 12171）

### 左京未知子
- 『東芝土曜劇場』 : 製作フジテレビジョン
  - 第93回『駄目なのよ御免あそばせ』 : 監督不明、脚本白坂依志夫・田代淳二、主演弓恵子・片山明彦、1961年1月7日放映（テレビ映画）
  - 第122回『配達された疑惑』 : 監督不明、脚本浅見安彦、主演鳳八千代・原保美、1961年7月29日放映（テレビ映画）
  - 第144回『肩代り屋』 : 監督安永予士人、原作都筑道夫、脚本村上千明・大塚正雄、主演北原義郎・弓恵子、1962年1月6日放映（テレビ映画）
- 『海よ俺らの歌に泣け』 : 監督田口哲、主演白根一男・万里昌代、製作千代田映画、配給新東宝、1961年3月29日公開
- 『特別機動捜査隊』 : 音楽牧野由多可、主演波島進、製作東映テレビプロダクション、企画NETテレビ、1961年10月11日 - 1977年3月30日放映（全801回）
  - 第18回『影の牙』 : 監督・脚本不明、1962年2月21日放映（テレビ映画）
  - 第49回『三つの黒真珠』 : 監督・脚本不明、1962年9月26日放映（テレビ映画）
  - 第62回『工場が死んだ時』 : 監督渡辺成男、脚本今村文人、1962年12月26日放映（テレビ映画）
- 『香港の星 STAR OF HONGKONG』 : 監督千葉泰樹、主演宝田明・尤敏、製作東宝・キャセイオーガニゼーション、配給東宝、1962年7月14日公開 - 出演、109分の上映用プリントをNFCが所蔵[5]
- 『短い短い物語』 : 製作NETテレビ
  - 第53回『轢殺者』 : 監督・脚本不明、主演泉京子・伊沢一郎、1962年8月1日放映（テレビ映画）
  - 第60回『絶対反対』 : 監督・脚本不明、主演中村是好・川合伸旺、1962年9月19日放映（テレビ映画）
- 『JNR公安36号』第14話『寝台盗の女』 : 監督・脚本不明、製作東映テレビプロダクション、企画NETテレビ、1962年9月6日放映（テレビ映画）
- 『ミステリーベスト21』 : 製作NETテレビ、1962年8月10日 - 同年12月28日放映
  - 『細い赤い糸』 : 監督鈴木敏郎、原作飛鳥高、脚本西沢裕子、主演堀雄二、1962年9月21日放映（テレビ映画）
  - 『屋根裏の散歩者』 : 監督・脚本赤坂長義、原作江戸川乱歩、主演倉田爽平・明智十三郎、1962年12月21日放映（テレビ映画）

- 『不貞母娘』 : 監督高木丈夫、製作Gプロダクション、1963年1月公開（成人映画・映倫番号 不明） - 主演
- 『戦友』第10話『何日君再来』 : 監督松島稔、製作東映テレビプロダクション、企画NETテレビ、1963年12月3日放映（テレビ映画）
- 『挑まれた女』 : 監督宮口圭、主演西朱実、製作・配給日本シネマ、1964年8月11日公開（成人映画・映倫番号 13666）
- 『濡れた牝馬』 : 監督浅野辰雄、製作・配給国映、1965年3月公開（成人映画・映倫番号 13767） - 主演
- 『艶説四谷怪談』 : 監督藤田潤八、共演川部修詩、製作東京放映、配給新東宝興業、1965年5月公開（成人映画・映倫番号 不明） - 主演
- 『あばずれ』 : 監督渡辺護、主演飛鳥公子、製作扇映画プロダクション、1965年6月公開（成人映画・映倫番号 不明） - 出演・「文枝」役[21]
- 『好色あんま日記』 : 監督砂山義達、主演林田光司、製作大和フィルム、配給ヒロキ映画、1965年7月公開（成人映画・映倫番号 14063） - 出演・「左京ミチ子」表記
- 『性の代償』 : 監督藤田潤八、製作藤プロダクション、配給センチュリー映画社、1965年7月公開（成人映画・映倫番号 14061） - 主演・「由美（ホステス）」役
- 『夜の女炎』 : 監督山田隆、製作朝日企画、1965年8月公開（成人映画・映倫番号 13976） - 主演
- 『灰色の悶え』 : 監督木俣和夫、製作共栄企画、1965年11月公開（成人映画・映倫番号 不明） - 主演・「栗林芳江」役
- 『ぬま』 : 監督難波敏夫、製作東京放映、1965年12月公開（成人映画・映倫番号 不明） - 主演
- 『背徳の女』 : 監督武市芽良夫、製作六本木映画、配給センチュリー映画社、1965年12月公開（成人映画・映倫番号 不明） - 主演
- 『制服の転落』 : 監督藤田尚、主演岡本弘子、製作IOFプロダクション、配給ヒロキ映画、1965年12月公開（成人映画・映倫番号 14314）[1]
- 『狂った女神』 : 監督山本晋也、主演津崎公平・若尾礼子、製作オリジナル映画、配給大蔵映画、1966年4月公開（成人映画・映倫番号 14348）
- 『色ざんまい』 : 監督高木丈夫、主演新高恵子、製作日現プロダクション、配給関東映配、1966年4月公開（成人映画・映倫番号 14468）
- 『臭』 : 監督有吉実、主演可能かづ子・谷口朱里、製作真映企画、配給大蔵映画、1966年7月公開（成人映画・映倫番号 不明）
- 『絶品の女』 : 監督渡辺護、主演新高恵子、製作扇映画プロダクション、配給大蔵映画、1966年7月公開（成人映画・映倫番号 14557）
- 『わなの喘ぎ』 : 監督経堂一郎、共演美矢かほる、製作轍プロダクション、配給関東ムービー配給社、1966年8月公開（成人映画・映倫番号 14601） - 主演
- 『禁じられた乳房』 : 監督小川欽也、主演新高恵子、製作・配給大蔵映画、1966年10月公開（成人映画・映倫番号 14679） - 出演、71分の上映用プリントをNFCが所蔵[5]、80分の16mmフィルム版上映用プリントを小川欽也が所蔵[23]
- 『赤い情事』 : 製作鷲尾飛天丸、監督福田晴一、主演内田高子、製作・配給日本シネマ、1966年10月公開（成人映画・映倫番号 14664） - 出演、77分の上映用プリントをNFCが所蔵[5]
- 『裏窓の情事』 : 監督青山繁、共演清水世津・鶴岡八郎、製作外苑プロダクション、配給大蔵映画、1966年11月公開（成人映画・映倫番号 14749） - 主演
- 『女高生ジャングル』 : 監督渡辺護、主演綾瀬マキ、製作新星プロダクション、1966年11月公開（成人映画・映倫番号 不明）[1]
- 『処女生態』 : 監督小森白、主演美矢かほる、製作東京興映、1966年12月公開（成人映画・映倫番号 不明）
- 『妊婦と性病』 : 監督小川欽也、主演谷口朱里、製作・配給大蔵映画、1967年1月2日公開（成人映画・映倫番号 14732）
- 『ダブル処女』 : 監督岸信太郎・三樹英樹、主演松井康子・辰巳のり子、製作ヤマベプロダクション、配給大蔵映画、1967年1月29日公開（成人映画・映倫番号 14814）
- 『女のせい談』 : 監督武田有生、主演松宮ユキ、製作ヤマベプロダクション、配給関西新東宝、1967年2月審査・公開（成人映画・映倫番号 不明） - 出演・「優子」役、65分の上映用プリントをNFCが所蔵[5]
- 『いそがしい肉体』 : 監督松原次郎、脚本花巻京太郎、共演藤ひろ子、製作ヤマベプロダクション、配給大蔵映画、1967年3月28日公開（成人映画・映倫番号 14870） - 主演・「悦子」役
- 『情事の階段』 : 監督松原次郎、脚本花巻京太郎、主演志村曜子・林美樹・辰巳典子、製作ヤマベプロダクション、配給関東映配、1967年3月公開（成人映画・映倫番号 不明）
- 『処女ざくら』 : 企画・製作菜穂俊一、監督奥脇敏夫、主演飛鳥公子、製作・配給ワールド映画、1967年4月公開（成人映画・映倫番号 不明） - 出演・「ゆきこ」役
- 『情夫と情婦』（いろといろ） : 監督渡辺護、主演観世亜紀、製作わたなべプロダクション、製作東京興映、1967年4月公開（成人映画・映倫番号 不明）
- 『ベッドダンス（英語版）』 : 監督奥脇敏夫、共演清水世津・谷ナオミ、製作・配給ワールド映画、1967年4月公開（成人映画・映倫番号 不明） - 出演、70分の上映用プリントが現存
- 『女子寮』 : 監督向井寛、主演白川和子、製作日本芸術協会、配給関東ムービー配給社、1967年5月16日公開（成人映画・映倫番号 14905）
- 『続悪徳医 女医篇』 : 監督福田晴一、共演神原明彦・谷ナオミ、製作・配給日本シネマ、1967年5月23日公開（成人映画・映倫番号 14918） - 主演・「女医冴子」役、72分の上映用プリントをNFCが所蔵[5]、米国でDVD発売[14]
- 『完全なるけっこん』（『完全なる結婚』） : 監督山本晋也、製作東京興映、配給新東宝映画、1967年7月2日公開（成人映画・映倫番号 14948） - 主演・「女医」役
- 『いろの道づれ（英語版）』 : 監督向井寛、製作東京第一フィルム、配給六邦映画、1967年7月2日公開（成人映画・映倫番号 14950） - 主演・「ともこ」役、70分の上映用プリントをNFCが所蔵[5]
- 『蛇淫』 : 監督福田晴一、主演水城リカ、製作東京興映、1967年7月11日公開（成人映画・映倫番号 14977）
- 『女体蒸発』 : 監督福田晴一、主演泉ユリ、製作・配給日本シネマ、1967年7月18日公開（成人映画・映倫番号 14993）
- 『穴』 : 監督沢賢介、主演美矢かほる、製作サワプロダクション、配給アジアフイルムズ、1967年12月19日公開（成人映画・映倫番号 15143） - 出演、80分の16mmフィルム版上映用プリントをデジタルミームが所蔵[12]

- 『好色一代 無法松』 : 監督武田有生、主演港雄一・辰巳典子、製作・配給六邦映画、1969年3月公開（成人映画・映倫番号 15765）
- 『恋狂い』 : 監督加藤彰、主演白川和子、製作・配給日活、1971年12月1日公開（成人映画・映倫番号 16960） - 出演・「劉夫人」役、現存・2005年に日活がDVD発売[4]
- 『薔薇のためいき』 : 監督西村昭五郎、主演小川節子、製作・配給日活、1972年3月29日公開（成人映画・映倫番号 17130） - 出演・「友子」役
- 『スキャンダル夫人』 : 監督武智鉄二、主演西谷純子、製作第三プロダクション、配給NCC、1973年2月28日公開（成人映画・映倫番号 16742）

## ディスコグラフィ
日本音楽著作権協会の作品データベース検索結果を参考にした一覧である。

### シングル
- 『素肌の抱擁』（B面『魅惑の誘い』） : ローヤルレコード、RA-1119, 1970年1月 ＿「左京未知子」名義

### アルバム
- 『㊙シリーズ夜の虫 左京未知子のすべて』 : ローヤルレコード、RS-103, 1970年
- 『㊙シリーズ夜の虫 路加奈子のすべて・素肌の抱擁 左京未知子のすべて』 : 路加奈子・左京未知子、ローヤルレコード、RS-104, 1970年
  - 改題『One Night ALL ABOUT KANAKO MICHI, ALL ABOUT MICHIKO SAKYO』（RS-104）
    - B面 左京未知子

    1. 愛してる好き
    2. 誰もいない処で : 作詞タマイチコ、作曲中州朗
    3. 淋しそうなあなた : 作詞・作曲平尾昌晃、補詞安井かずみ
    4. 熱いくちづけ
    5. 私って駄目な女ね : 作詞上岡龍太郎、作曲奥村英夫
    6. 朝のくちづけ : 作詞有馬三恵子、作曲鈴木淳

## ビブリオグラフィ
国立国会図書館蔵書等にみる書誌である。
- 「薫風 新東宝」三重明子・左京路子 : 『小説倶楽部』第11巻第5号所収、桃園書房、1958年5月発行、p.1-2.
- 表紙グラビア 左京未知子 : 『週刊内外実話』昭和37年8月3日号所収、芸文社、1962年8月3日発行
- モノクログラビア「躍り出た唐手美人」左京未知子 : 『週刊実話読物』昭和38年2月4日号所収、日本社、1963年2月4日発行